# ارینا، نیو ساوت ولز
ارینا (به انگلیسی: Erina) یک حومه شهر در استرالیا است که در نیو ساوت ولز واقع شده‌است.